# موجة استوائية

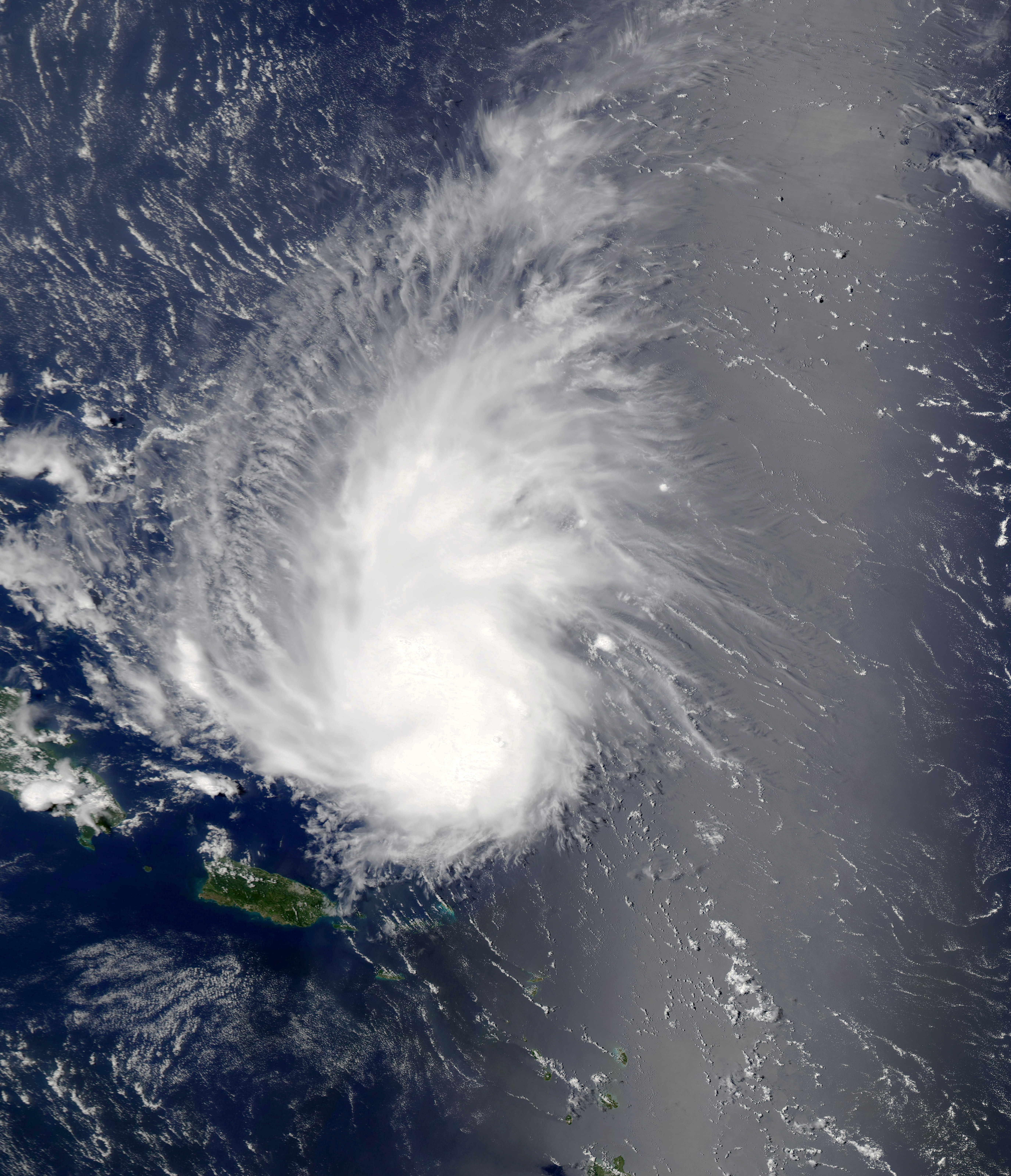
عاصفة دوريان الاستوائية كموجة استوائية في 29 يوليو 2013

الموجة الاستوائية أو الموجة المدارية (بالإنجليزية: Tropical wave) (تسمى أيضًا الموجة الشرقية، والموجة الاستوائية الشرقية، والموجة الشرقية الإفريقية) ، في المحيط الأطلسي وحولها، هي نوع من الأخدود الجوي، وهي منطقة طويلة من ضغط الهواء المنخفض نسبيًا، موجهة من الشمال إلى الجنوب، والتي تتحرك من الشرق إلى الغرب عبر المناطق الاستوائية، مما تسبب في مناطق من الغيوم والعواصف الرعدية. بمعنى آخر، هي اضطرابات في الطبقات المنخفضة والمتوسطة من الغلاف الجوي التي تمر بها الرياح التجارية الشرقية بمحاذاة شمال خط الاستواء.
تتشكل الموجات الاستوائية في التدفق الشرقي على طول الجانب الاستوائي من التلال شبه الاستوائية أو حزام ضغط الهواء العالي الذي يقع شمال وجنوب منطقة التقارب الاستوائي (ITCZ). عادة ما يتم نقل الموجات الاستوائية غربًا بواسطة الرياح الشرقية السائدة على طول المناطق الاستوائية وشبه الاستوائية بالقرب من خط الاستواء. يمكن أن تؤدي إلى تكوين الأعاصير المدارية في شمال المحيط الأطلسي وأحواض شمال شرق المحيط الهادئ.
يمكن أن تتكون الموجات التي تتحرك في الغرب أيضًا من نهاية المناطق الأمامية في المناطق شبه الاستوائية والمدارية، ويمكن الإشارة إليها باسم موجات شرقية، ولكن لا تُسمى الأمواج بشكل صحيح الموجات الاستوائية. وهي شكل من أشكال الأخدود المقلوب تشترك في العديد من خصائص الموجة الاستوائية.
تتطور الموجات الاستوائية في حوض المحيط الأطلسي من الاضطرابات التي تتطور إلى أقصى شرق السودان في شرق إفريقيا،  وتنجرف عبر القارة إلى المحيط الأطلسي.